# Edmund Judeich
Johann Edmund Judeich (* 22. April 1826 in Dresden; † 3. Juni 1876 ebenda) war ein deutscher Advokat, königlich-sächsischer Notar sowie Schriftsteller.

## Leben und Wirken
Er stammte aus der sächsischen Residenzstadt Dresden, wo er 1859 als Advokat beim Ministerium der Justiz immatrikuliert wurde. Später war er auch als staatlichen Notar in Dresden tätig. In seiner Freizeit betätigte er sich auch als Dichter und Schriftsteller. Er verfasste Prosa und Gedichte, die teilweise in Druck erschienen. Überregional bekannt wurde er vor allem durch „durch seine Besingung der Thaten des Reichskanzlers“ Otto von Bismarck.
1867 und 1858 nahm er an den Deutschen Schriftstellertagen teil.

## Familie
Er war mit Louise Judeich geborene Schroter verheiratet.
Sein Bruder war der Oberstallmeister Johann Friedrich Judeich in Tharandt.

## Werke (Auswahl)
- Den Manen Abraham Lincoln’s. In: Deutsches Museum, 1865, Juli–December, S. 70–73.
- Aus zwei Jahrzehnten. Politische Gesänge. Ernst & Portèger, Dresden 1866.
- Marquis Posa als Burgherr. In: Die Gartenlaube 1868, Heft 12.
- 1870. Zeit-Gedichte. Reinhardt, Dresden [1870?].